# Auto Kraft Shells
Auto Kraft Shells Limited war ein britischer Hersteller von Karosserien und Automobilen.

## Unternehmensgeschichte
Das Unternehmen unter Leitung von Sturgeon und Powell war an der Southmill Road in Bishop’s Stortford in der Grafschaft Hertfordshire ansässig. 1959 begann die Produktion von Karosserien und Kit Cars. Der Markenname lautete AKS. 1962 endete die reguläre Produktion. Das letzte von insgesamt etwa 400 Fahrzeugen entstand noch 1965.

## Fahrzeuge
Das einzige Modell Continental gab es in mehreren Ausführungen. Die Basis der Fahrzeuge bildete ein Fahrgestell von Ford of Britain, wahlweise vom Ford Eight oder vom Ford Modell C Junior. Beide hatten einen Radstand von 228 cm (90 Inch).
Laut einer Quelle kamen auch andere Fahrgestelle mit ähnlichem Radstand in Frage.
Die erste Ausführung Mk 1 erschien im Januar 1959. Im Juli 1959 ergänzte die Version Mk 2 mit Hardtop das Sortiment. Im März 1960 folgte die viersitzige Ausführung Mk 3 des ersten Modells. Im Juli 1961 erschien erneut ein Mk 2, der dem ersten Modell ähnelte. Sein Hardtop war abnehmbar. Das letzte Modell Mk 4 war eine vereinfachte Ausführung. Sein Preis betrug als Bausatz 55 Pfund.
Nur wenige Fahrzeuge existieren noch. Dazu gehört eines mit dem britischen Kennzeichen KBH 800, dessen Fahrgestell von Buckler Engineering kommt.
Das Auktionshaus H & H versteigerte am 16. Oktober 2013 ein Fahrzeug für 3136 Pfund. Das Baujahr 1965 sowie der vom Triumph Spitfire stammende Motor mit 1147 cm³ Hubraum deuten auf ein spätes Einzelstück.